# Stefan Myralf
Stefan Myralf es un deportista danés que compitió en vela en la clase Laser. Ganó una medalla de oro en el Campeonato Europeo de Laser de 1981.

## Palmarés internacional
| Campeonato Europeo | Campeonato Europeo | Campeonato Europeo | Campeonato Europeo |
| Año                | Lugar              | Medalla            | Clase              |
| ------------------ | ------------------ | ------------------ | ------------------ |
| 1981               | Carnac (Francia)   | Medalla de oro     | Laser              |